# Монокоти
Монокоти (англ. monocots)  - клада квіткових рослин системи APG-III, яка  включає 
11 порядків, 89 родин. З 11 порядків останні чотири відносяться до вкладеної родини  Dasypogonaceae.

## monocots
- Acorales
  - Acoraceae
- Частухоцвіті (Alismatales)
  - Частухові (Alismataceae)
  - Апоногетонові (Aponogetonaceae)
  - Ароїдні (Araceae)
  - Сусакові (Butomaceae)
  - Цимодоцієві (Cymodoceaceae)
  - Водокрасові (Hydrocharitaceae)
  - Сітниковидні (Juncaginaceae)
  - Maundiaceae
  - Посидонієві (Posidoniaceae)
  - Рдесникові (Potamogetonaceae)
  - Руппієві (Ruppiaceae)
  - Шейхцерові (Scheuchzeriaceae)
  - Тофілдієві (Tofieldiaceae)
  - Камкові (Zosteraceae)
- Petrosaviales
  - Petrosaviaceae
- Dioscoreales
  - Nartheciaceae
  - Taccaceae
  - Thismiaceae
  - Burmanniaceae
  - Dioscoreaceae
- Pandanales
  - Velloziaceae
  - Triuridaceae
  - Stemonaceae
  - Pandanaceae
  - Cyclanthaceae
- ЛілієцвітіLiliales
  - Альстремерієві (Alstroemeriaceae)
  - Лузуріагові (Luzuriagaceae)
  - Кампінемові (Campynemataceae)
  - Пізньоцвітові (Colchicaceae)
  - Корсієві (Corsiaceae)
  - Лілійні (Liliaceae)
  - Мелантієві (Melanthiaceae)
  - Філезієві (Philesiaceae)
  - Ріпогонові (Rhipogonaceae)
  - Смілаксові (Smilacaceae)
  - Petermanniaceae
- Asparagales
  - Asparagaceae
  - Asteliaceae
  - Blandfordiaceae
  - Boryaceae
  - Doryanthaceae
  - Hypoxidaceae
  - Iridaceae
  - Ixioliriaceae
  - Lanariaceae
  - Orchidaceae
  - Tecophilaeaceae
  - Xanthorrhoeaceae
  - Xeronemataceae
  - Амарилісові (Amaryllidaceae)

## Клада COMMELINIDS, родина Dasypogonaceae
- Arecales
  - Arecaceae
- Тонконогоцвіті (Poales)
  - Anarthriaceae
  - Бромелієві (Bromeliaceae)
  - Centrolepidaceae
  - Осокові (Cyperaceae)
  - Ecdeiocoleaceae
  - Eriocaulaceae
  - Flagellariaceae
  - Hydatellaceae
  - Joinvilleaceae
  - Ситникові (Juncaceae)
  - Mayacaceae
  - Тонконогові (Poaceae)
  - Rapateaceae
  - Restionaceae
  - Sparganiaceae
  - Thurniaceae
  - Typhaceae
  - Xyridaceae
- Commelinales
  - Commelinaceae
  - Hanguanaceae
  - Philydraceae
  - Haemodoraceae
  - Pontederiaceae
- Zingiberales
  - Каннові (Cannaceae)
  - Костові (Costaceae)
  - Геліконієві (Heliconiaceae)
  - Ловієві (Lowiaceae)
  - Марантові (Marantaceae)
  - Бананові (Musaceae)
  - Стрелітцієві (Strelitziaceae)
  - Імбирні (Zingiberaceae)
- Куширові (Ceratophyllales)
  - Ceratophyllaceae